# Ilha do Pico
A Ilha do Pico é a segunda maior ilha do Arquipélago dos Açores, no Atlântico Norte. Está a 8,3 quilómetros da Ilha do Faial e 15 km da Ilha de São Jorge. Tem uma área de 447 km²; uma linha de costa com 151,84 km de comprimento, um número total de 31 ilhéus entre grandes e pequenos. Conta com uma população residente de 14 114 habitantes (em 2011). Mede 42 km de comprimento por 20 km de largura.
Deve o seu nome a uma majestosa montanha vulcânica, a Montanha do Pico, que culmina num pico pronunciado, o Pico Pequeno ou Piquinho. Esta é mais alta montanha de Portugal e a terceira maior montanha que emerge do Atlântico, atingindo 2 351 metros acima do nível do mar.
Administrativamente, a ilha é constituída por três municípios: Lajes do Pico e Madalena, ambos com seis freguesias, e São Roque do Pico, com cinco freguesias.
Dispõe, entre as freguesias de Santa Luzia e Bandeiras, de um moderno aeroporto regional com ligações aéreas diretas com Lisboa (SATA Internacional), Terceira (Lajes) e Ponta Delgada (SATA Air Açores). Tem ligações marítimas diárias (Atlanticoline) com a cidade da Horta e as vilas das Velas e da Calheta. Durante os meses de verão usufrui de ligações marítimas com as restantes ilhas do arquipélago.

## Geologia
"Pico é a mais bela, a mais extraordinária ilha dos Açores, duma beleza que só a ele lhe pertence, duma cor admirável e com um estranho poder de atração. É mais do que uma ilha - é uma estátua erguida até ao céu e amolgada pelo fogo - é outro Adamastor como o do cabo das Tormentas." (BRANDÃO, Raul. As ilhas desconhecidas.)
A ilha emergiu de uma fratura tectónica de orientação ONO-ESSE – a mesma que deu origem à ilha do Faial, denominada Fratura Faial-Pico, que se desenvolve ao longo de 350 km, desde a Crista Médio Atlântica (sigla CMA) até uma área a Sul da Fossa do Hirondelle.
- Complexo Vulcânico da Topo - Lajes
- Complexo Vulcânico de São Roque - Piedade
- Complexo Vulcânico da Montanha do Pico

## História

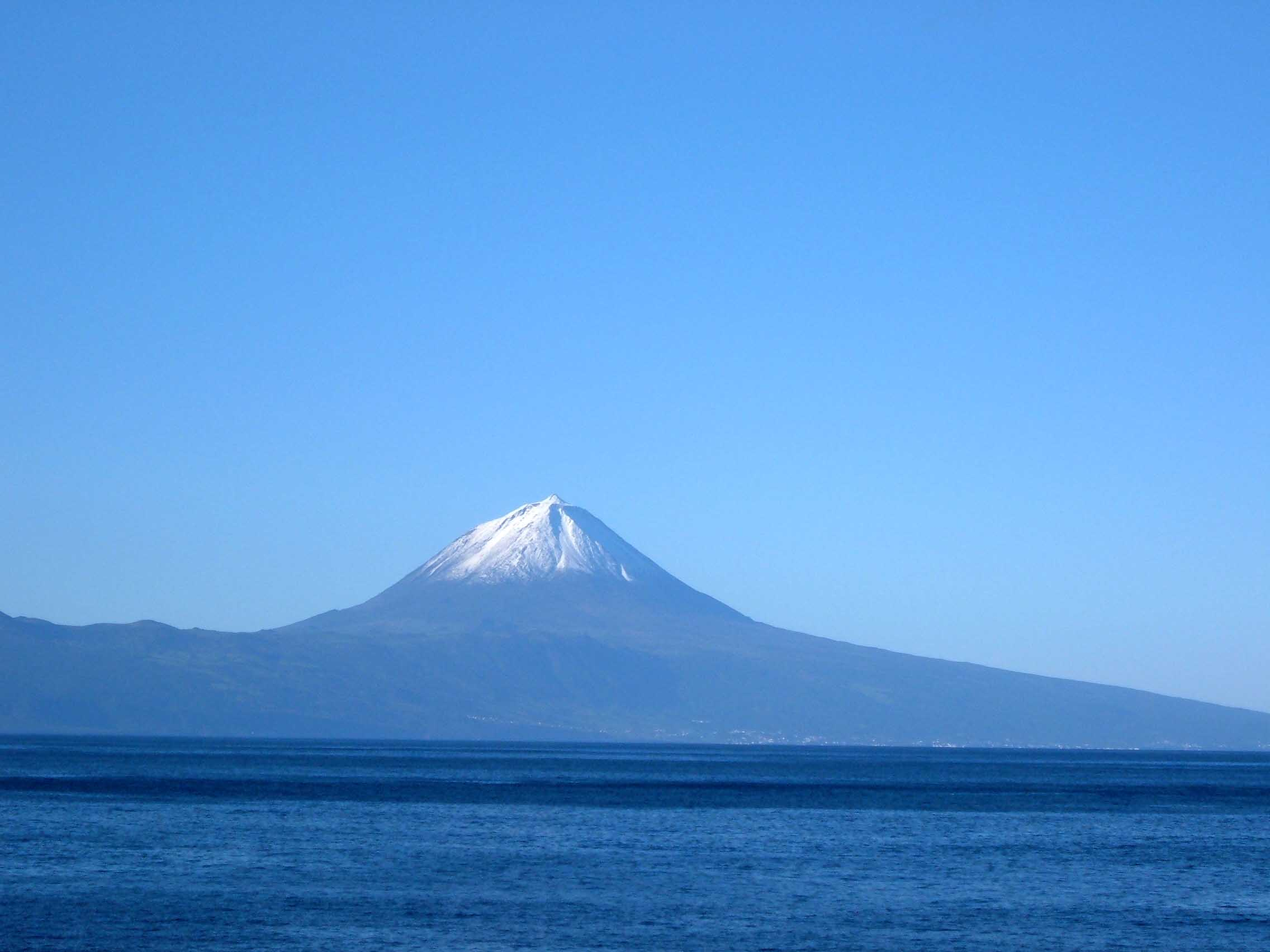
Ilha do Pico vista da Fajã Grande, Calheta, ilha de São Jorge.

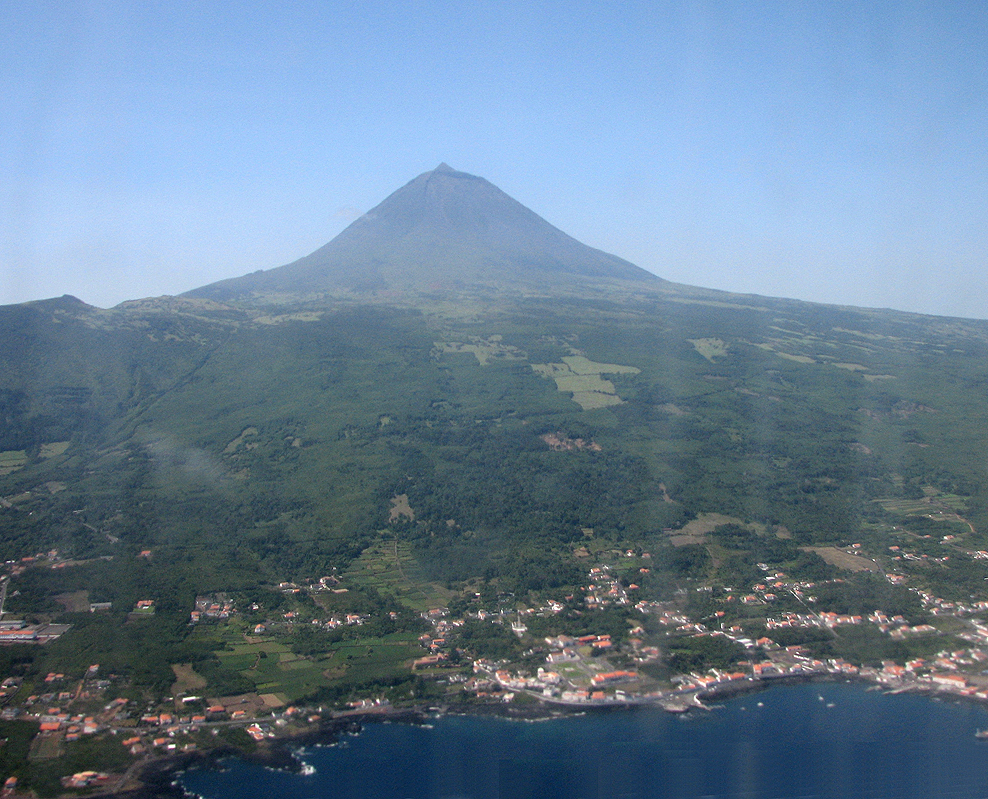
Vista aérea da Ilha do Pico.

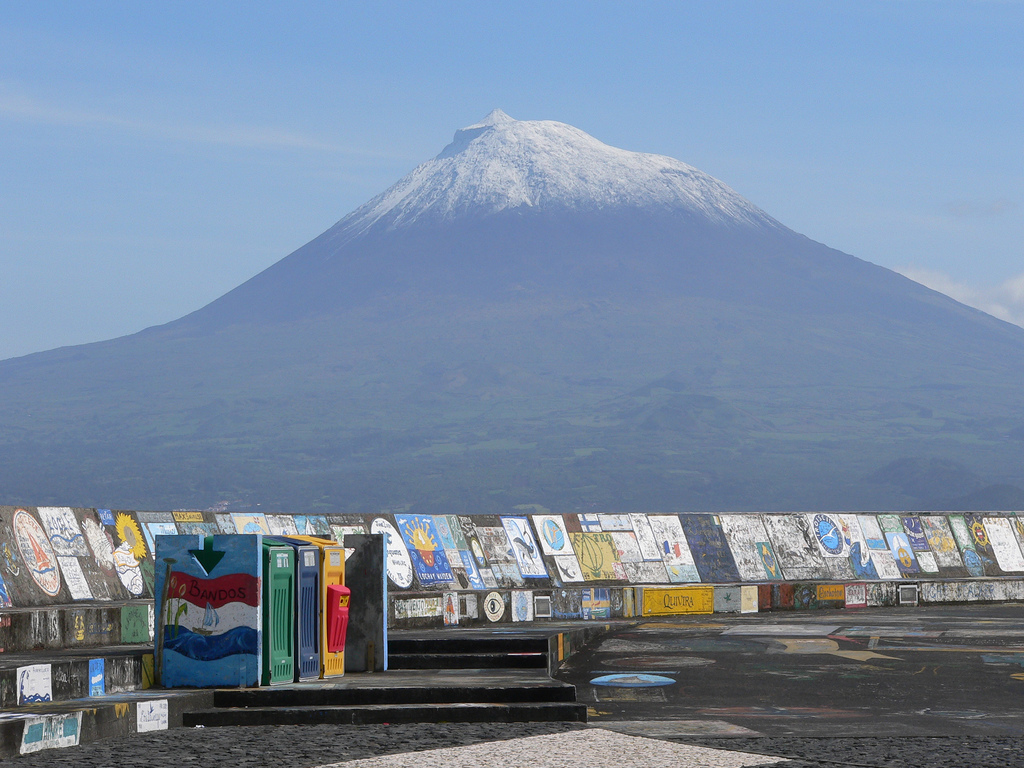
O Pico nevado visto da marina da Horta, Ilha do Faial.

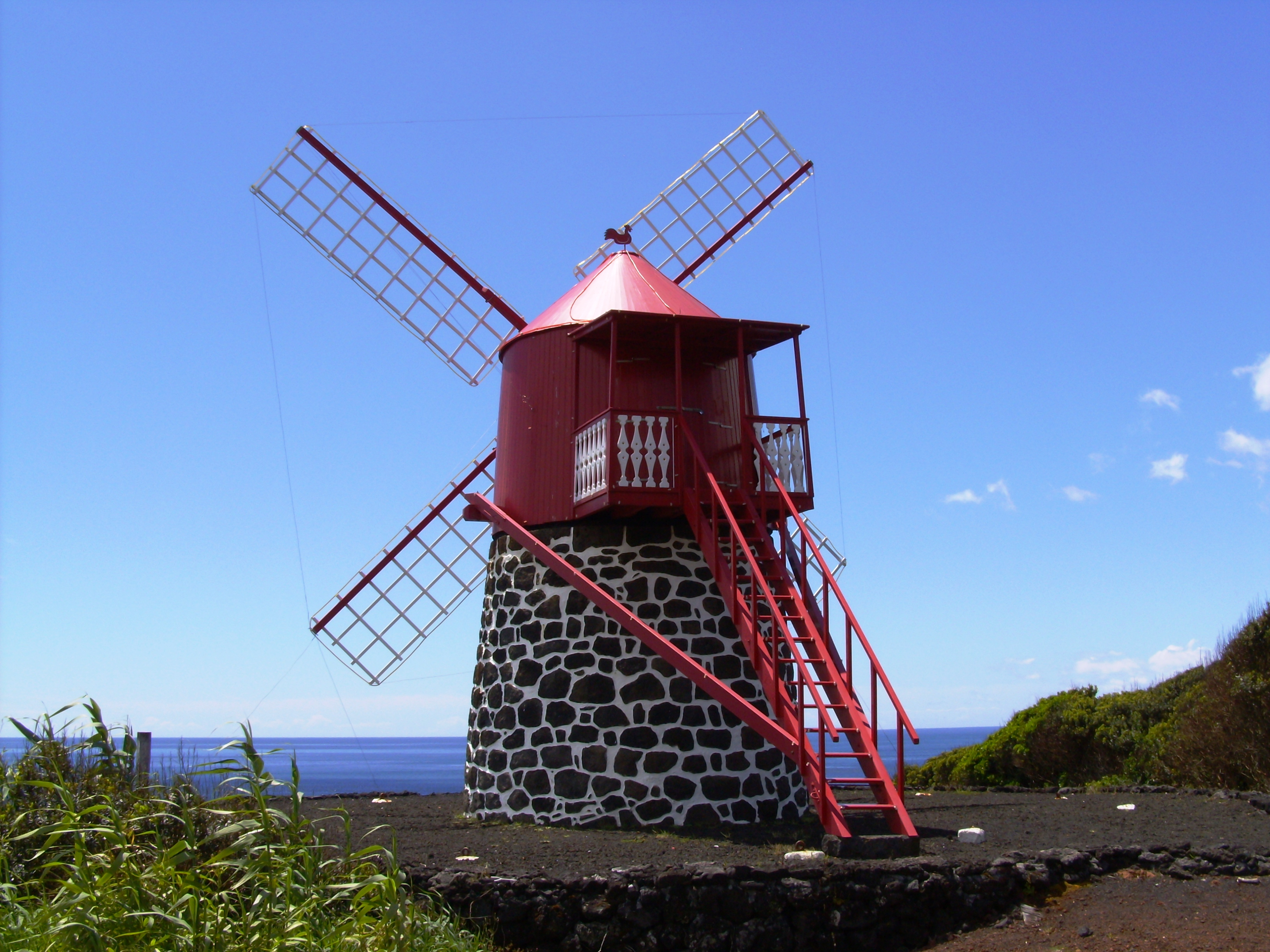
Moinho do Mistério de São João, Pico.

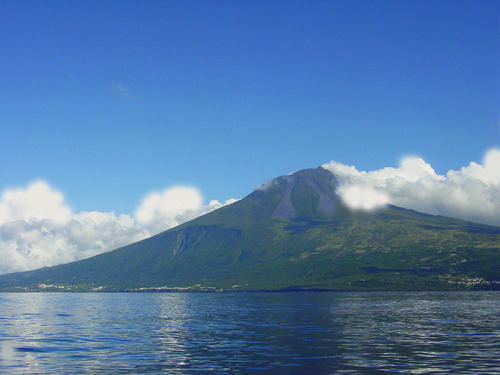
Montanha do Pico vista do mar.

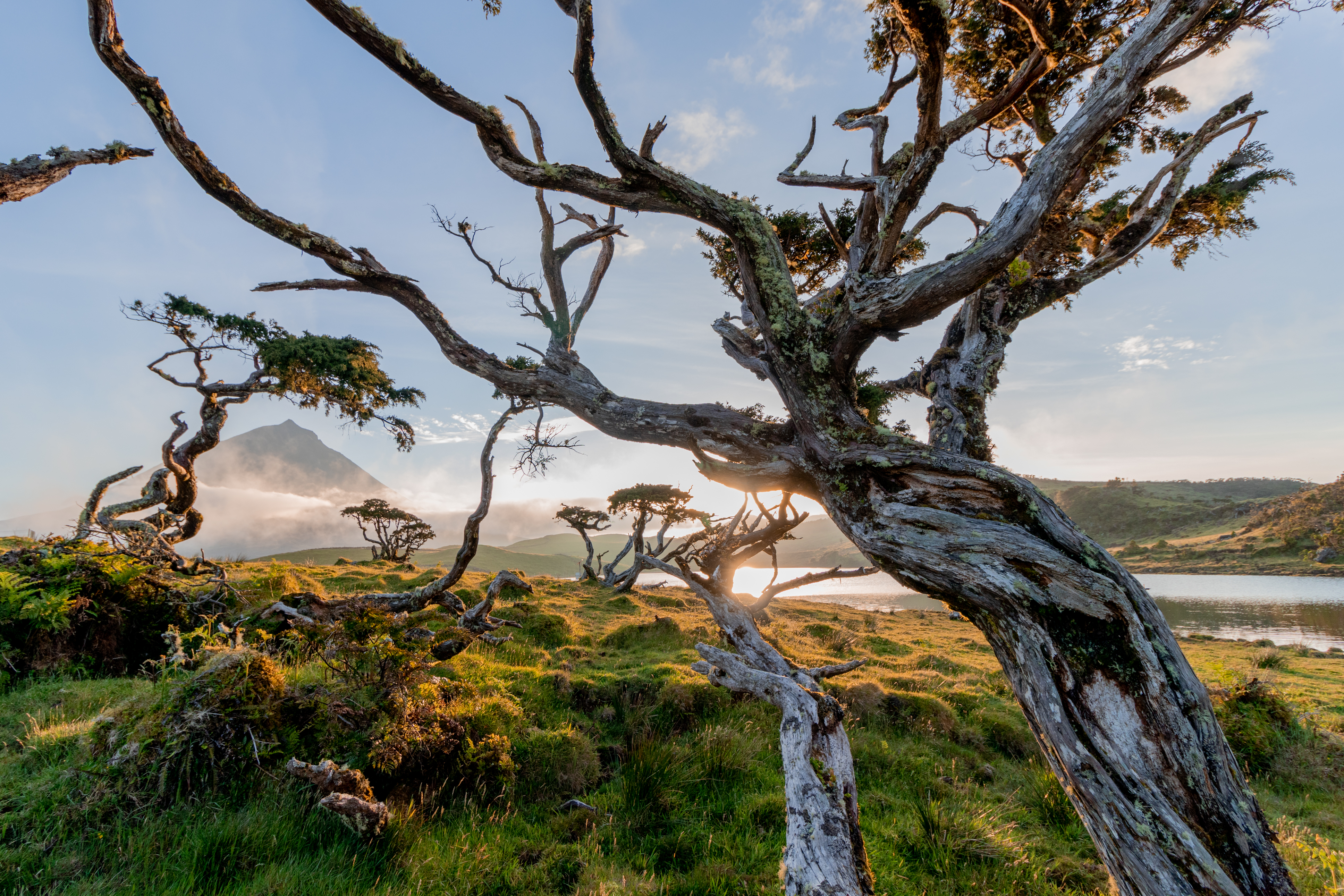
Árvores mostrando sua resposta ao clima na reserva central da ilha, próximo ao Lago Capitão

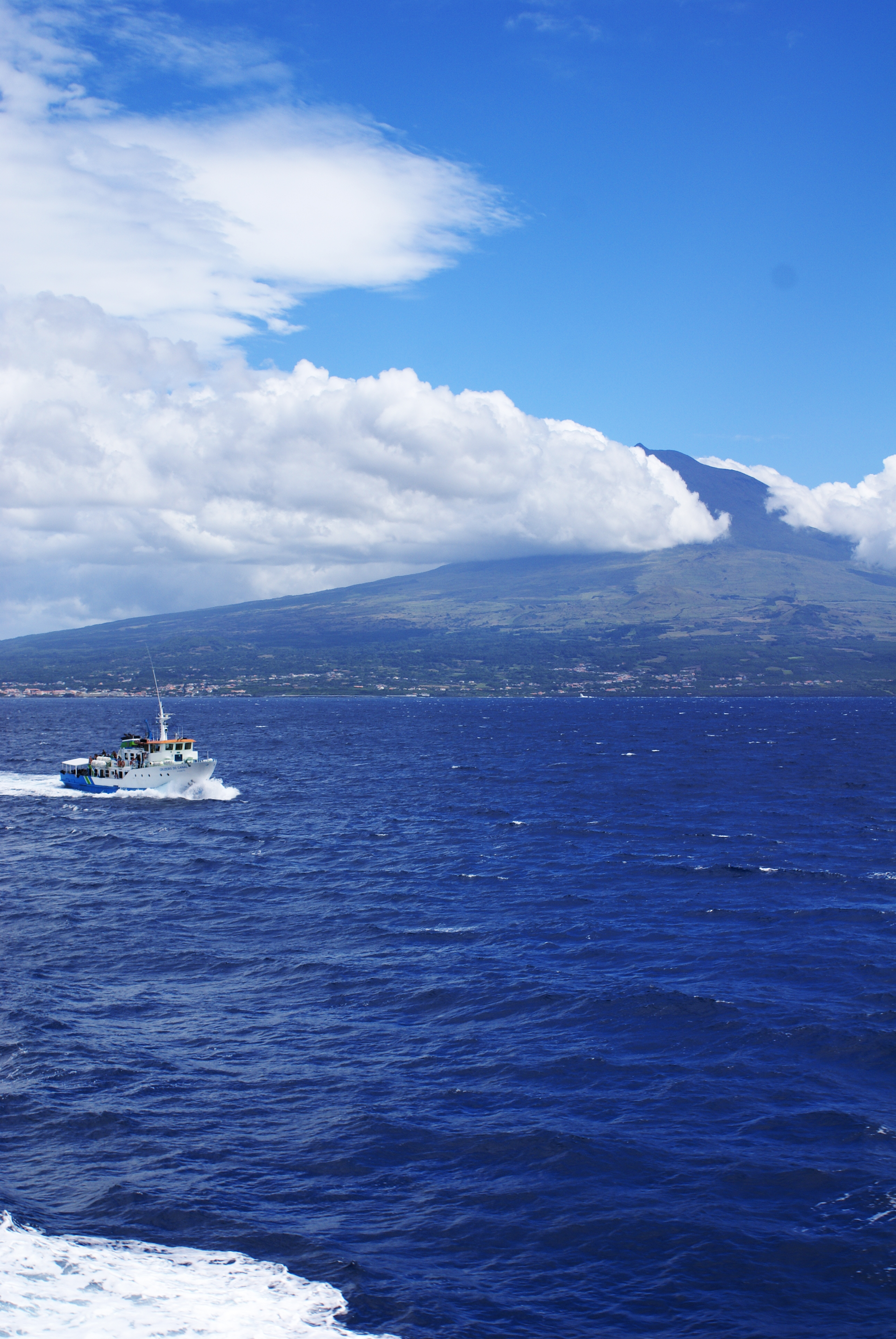
Ilha do Pico vista ao largo da costa, Canal Pico-São Jorge.

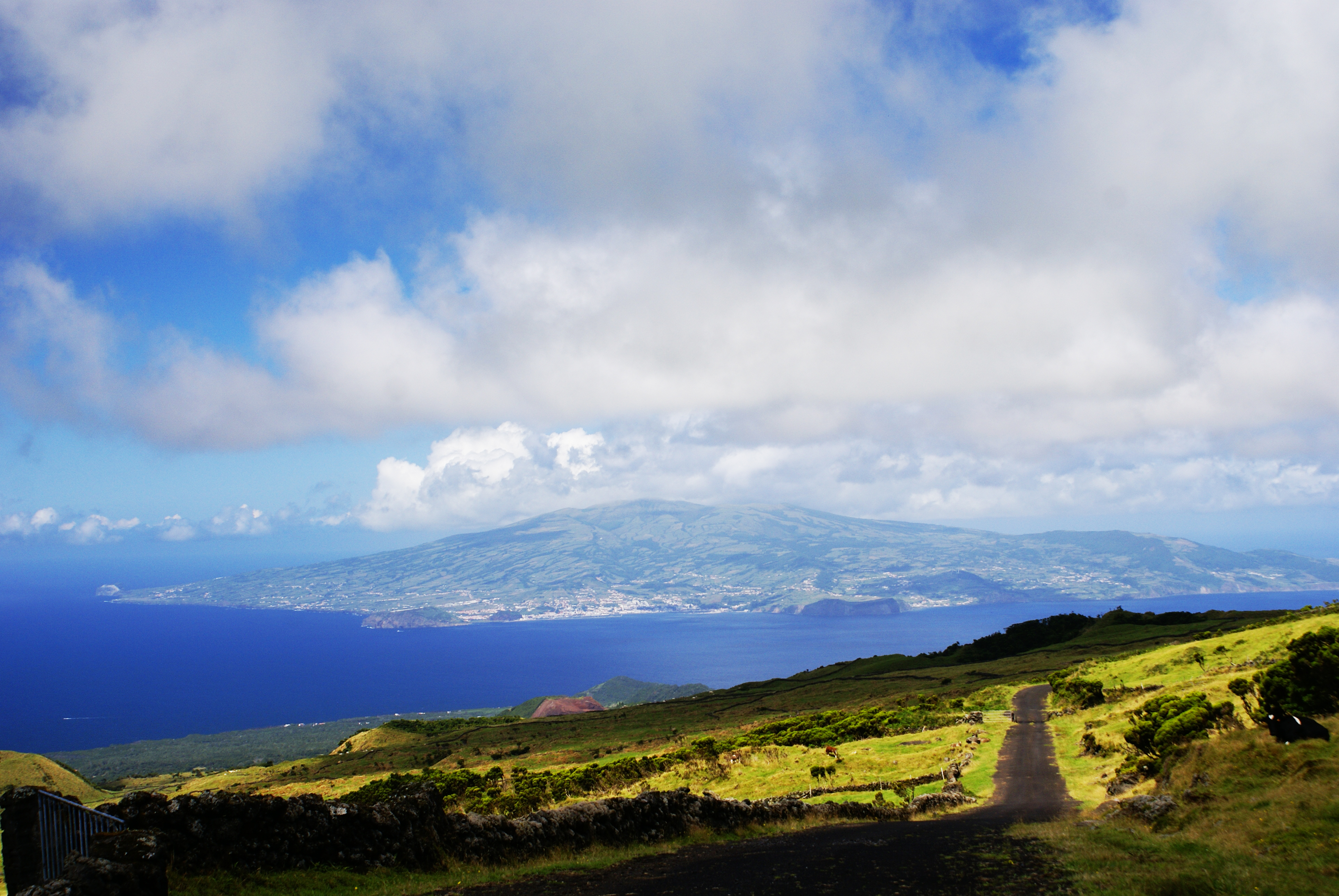
Interior da ilha do Pico, a ilha do Faial do outro lado do mar.

### Da Descoberta e Povoamento
À época dos Descobrimentos portugueses, na fase henriquina, a ilha foi designada como ilha de São Dinis, conforme consta no testamento Infante.
Posteriormente, na cartografia do século XIV, encontra-se denominada como "ilha dos Pombos".
Acerca do seu primeiro povoador, nas Lajes do Pico, Frei Diogo das Chagas refere:
"O primeiro homem que se pratica por certo haver entrado nesta Ilha para a povoar foi um Fernando Álvares Evangelho, o qual vindo a buscar a tomou pela parte do Sul, (…) saltou em terra onde se diz o penedo negro, e com ele um cão que trazia, e o mar se levantou de modo que não deu lugar a ninguém mais saltar em terra, e aquela noite se levantou vento, de modo a que a caravela no outro dia não apareceu, e ele ficou na Ilha com seu companheiro, o cão; e nele esteve um ano sustentando-se da carne dos porcos, e outros gados bravos, que com o cão tomava (pois o Infante quando as descobriu, em todas mandou deitar gados, havia nelas, quando depois se povoaram, muita multiplicação deles) (…)." (CHAGAS, Diogo (Frei). Espelho Cristalino em Jardim de Várias Flores. Secretaria Regional de Educação e Cultura/Universidade dos Açores, 1989.)
Frei Agostinho de Monte Alverne, entretanto, acrescenta:
"Outros dizem que os primeiros povoadores foram os que mandou Job Dutra, da ilha do Faial, porque estando à sua janela, vendo esta ilha do Pico pela parte sul, mandou um barco de gente para a povoar por esta parte, onde hoje é a freguesia de São Mateus. E é esta ilha tão fragosa, que, povoando-a estes por esta parte e os outros pela outra, dois anos estiveram sem saberem uns dos outros, nos quais o capitão Job Dutra mandou pedir a capitania e a alcançou, e uns e outros povoadores se avistaram e festejaram muito." (Frei Agostinho de Monte Alverne. Crónicas da Província de São João Evangelista (v. III). Ponta Delgada: Instituto Cultural de Ponta Delgada, 1988. p. 191)
Em 29 de Dezembro de 1482, a ilha foi integrada na Capitania do Faial pela Infanta D. Beatriz, em virtude de Álvaro de Ornelas, seu primeiro capitão do donatário não ter tomado posse efetiva da ilha por volta de 1460.
Em 1501, Lajes do Pico foi elevada a Vila e sede de concelho pelo Manuel I de Portugal. Em 1542 foi a vez de São Roque do Pico e em 1712 , a de Madalena, confirmando a sua importância económica como porto de ligação com o Faial, e também como local de residência dos proprietários dos extensos vinhedos da zona, já então produtora de vinho, o Verdelho do Pico.
Além da agricultura (trigo, pastel), da pecuária e da pesca, a economia da ilha, desde o início do povoamento, foi marcada pelo cultivo da vinha e a produção de vinho. Sobre elas, o Padre António Cordeiro registou:
"O maior fruto, e mais célebre desta Ilha do Pico é o seu muito e excelente vinho, e quantas mil pipas dê cada ano (…) as outras ilhas, as armadas, e frotas, os estrangeiros o vão buscar, e o muito que vai para o Brasil, e também vem para Portugal; a razão deu-a já o antigo Frutuoso Liv. 6 cap. 41, dizendo que o vinho do Pico não só é muito, mas justamente o melhor, (…), porque é tão generoso e forte, que em nada cede ao que na Madeira chamam Malvazia; antes parece que este vence aquele, porque da Malvazia, pouca quantidade basta para alienar um homem do seu juízo, não se acomoda tanto à saúde; porém o vinho passado do Pico, emprega-se mais em gastar os maus humores, confortar o estômago, alegrar o coração, e avivar, e não fazer perder o juízo, e uso da razão, além de ser suavíssimo no gosto, e muito 'confortativo', ainda só com o cheiro; e por isso é muito estimado, (…)." (Pe. António Cordeiro. História Insulana das ilhas a Portugal Sujeitas no Oceano Ocidental. Secretaria Regional da Educação e Cultura, 1981. p. 474.)
A sua cultura foi apurada, ao longo dos séculos, com o auxílio dos frades Franciscanos, Domincanos e, mais tarde, Jesuítas, nos séculos XVII e XVIII.

### Do século XIX aos nossos dias
No contexto da Guerra Civil Portuguesa (1828-1834), quando da ofensiva liberal do 7.º conde de Vila Flor, a ilha do Pico foi ocupada sem resistência pelos liberais (1831).
Em meados do século XIX, a produção de vinho sofreu um rude golpe com o ataque do Oídio (1852) que, oriundo dos Estados Unidos, destruiu as cepas de vinha europeias. A recuperação foi lenta e fez-se à base de novos bacelos. Como alternativa, desenvolveu-se o cultivo de frutos como as laranjas, maçãs, pêssegos e figos (estes dois últimos também utilizados na produção de aguardente), que rapidamente atingiu níveis capazes de suportar a exportação no circuito regional. Desta forma, tornou-se um hábito diário a deslocação de picoenses para a Ilha do Faial com o objectivo de proceder à venda da fruta.
No mesmo período, a ilha foi o principal centro baleeiro no período áureo da caça ao cachalote, tendo conseguido ultrapassar o declínio que resultou da cessação da caça, no último quartel do século XX, com a pesca do atum e a indústria de conservas, e, mais recentemente, com a valorização turística associada à observação de cetáceos.
Em nossos dias, em Julho de 2004, a UNESCO considerou a Paisagem da Cultura da Vinha da Ilha do Pico como Património da Humanidade. A área assim classificada engloba os lajidos das freguesias da Criação Velha e de Santa Luzia. O Parque Natural da ilha do Pico, engloba a área da Montanha do Pico e Planalto Central assim como outras zonas de proteção especial.[carece de fontes?]
A paisagem vulcânica da ilha do Pico foi considerada uma das 7 Maravilhas Naturais de Portugal.

## Demografia

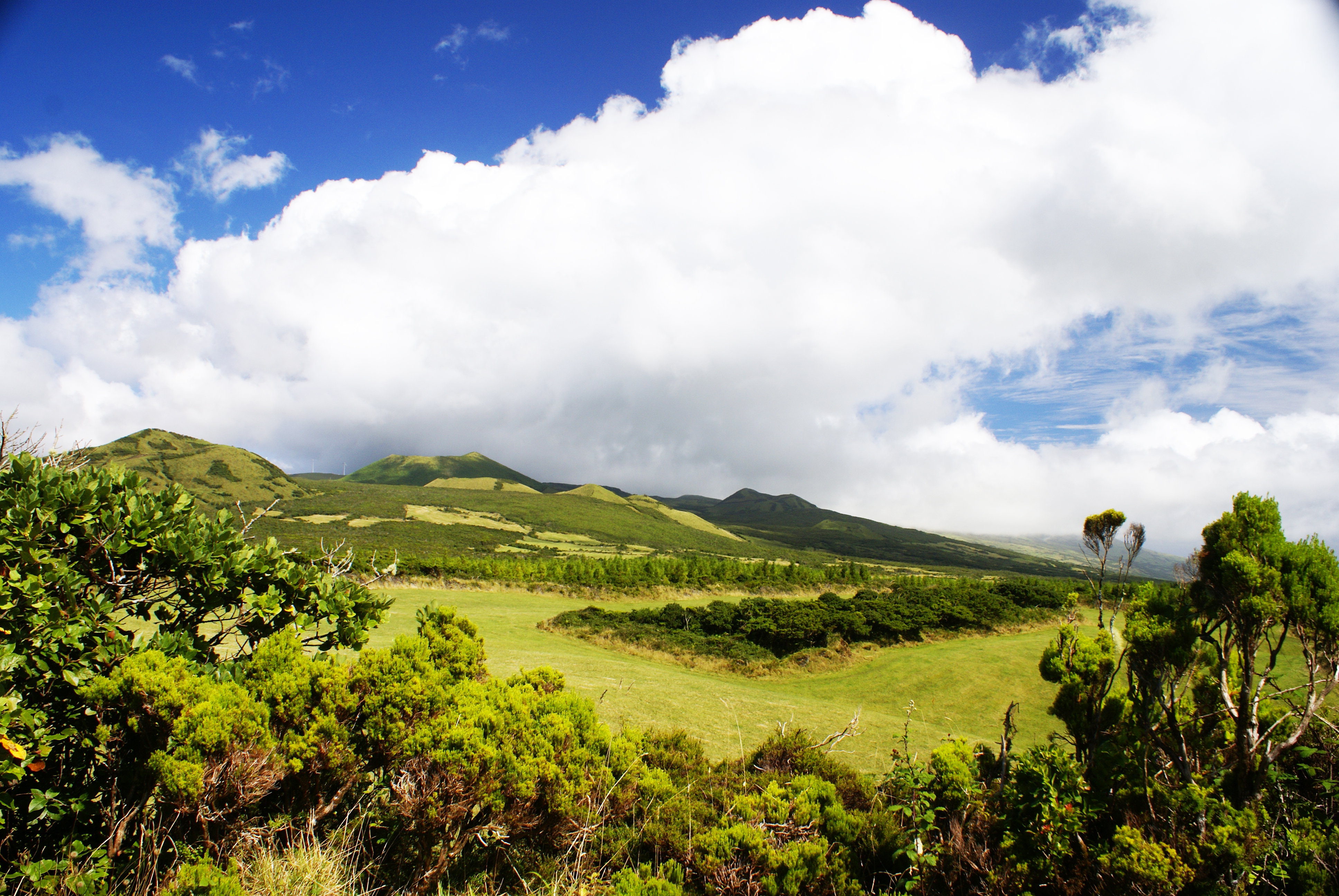
Interior montanhoso da ilha do Pico, paisagem sempre verde.

| 1580 | 1700  | 1750  | 1775  | 1810  | 1960  | 1981  | 2001  | 2011  | 2016  |
| ---- | ----- | ----- | ----- | ----- | ----- | ----- | ----- | ----- | ----- |
| 5000 | 10000 | 17500 | 20000 | 23702 | 21837 | 15483 | 14806 | 14148 | 13834 |

## Património
Em termos de património natural destacam-se a Gruta das Torres, na Criação Velha, e o conjunto geológico denominado Furnas do Frei Matias, a reserva natural da montanha do Pico e o planalto da achada.
Em termos de património cultural destacam-se, na Madalena, o Museu do Vinho, instalado em um antigo Convento das Carmelitas, o Museu da Indústria Baleeira, em São Roque do Pico, e o Museu Regional dos Baleeiros, nas Lajes do Pico. Destacam-se ainda o Forte de Santa Catarina (Lajes do Pico), as igrejas, conventos e os moinhos espalhados pela ilha.
São tradicionais na ilha a festa e procissão do Senhor Bom Jesus (São Mateus, Madalena), as comemorações da Semana dos Baleeiros (em honra de Nossa Senhora de Lurdes), as do Cais Agosto (no Cais do Pico, em São Roque), a festa de São Roque, as festas de Santa Maria Madalena, a Semana das Vindimas, e as Festas do Espírito Santo.

## Economia
Os habitantes do Pico dedicam-se principalmente à agricultura (produtos hortícolas, fruta e cereais), à pesca e à pecuária, esta última muito desenvolvida, em especial no concelho de São Roque do Pico. A vinha, outrora uma das grandes riquezas da ilha, sendo o vinho do Pico exportado para a Inglaterra e para a América do Norte, e que chegou a ser servido à mesa do próprio czar do Império Russo, foi gradualmente afetada pela praga do oídio na segunda metade do século XIX, perdendo importância. A cultura da vinha domina a parte ocidental da ilha, sendo a vinha "Verdelho do Pico" cultivada em pequenas quadrículas de terreno separados por muros de pedra solta de basalto, chamados localmente de "currais", que devido às suas características e extensão (cerca de 2 voltas ao equador do nosso planeta) contribuíram para a classificação como património da humanidade.

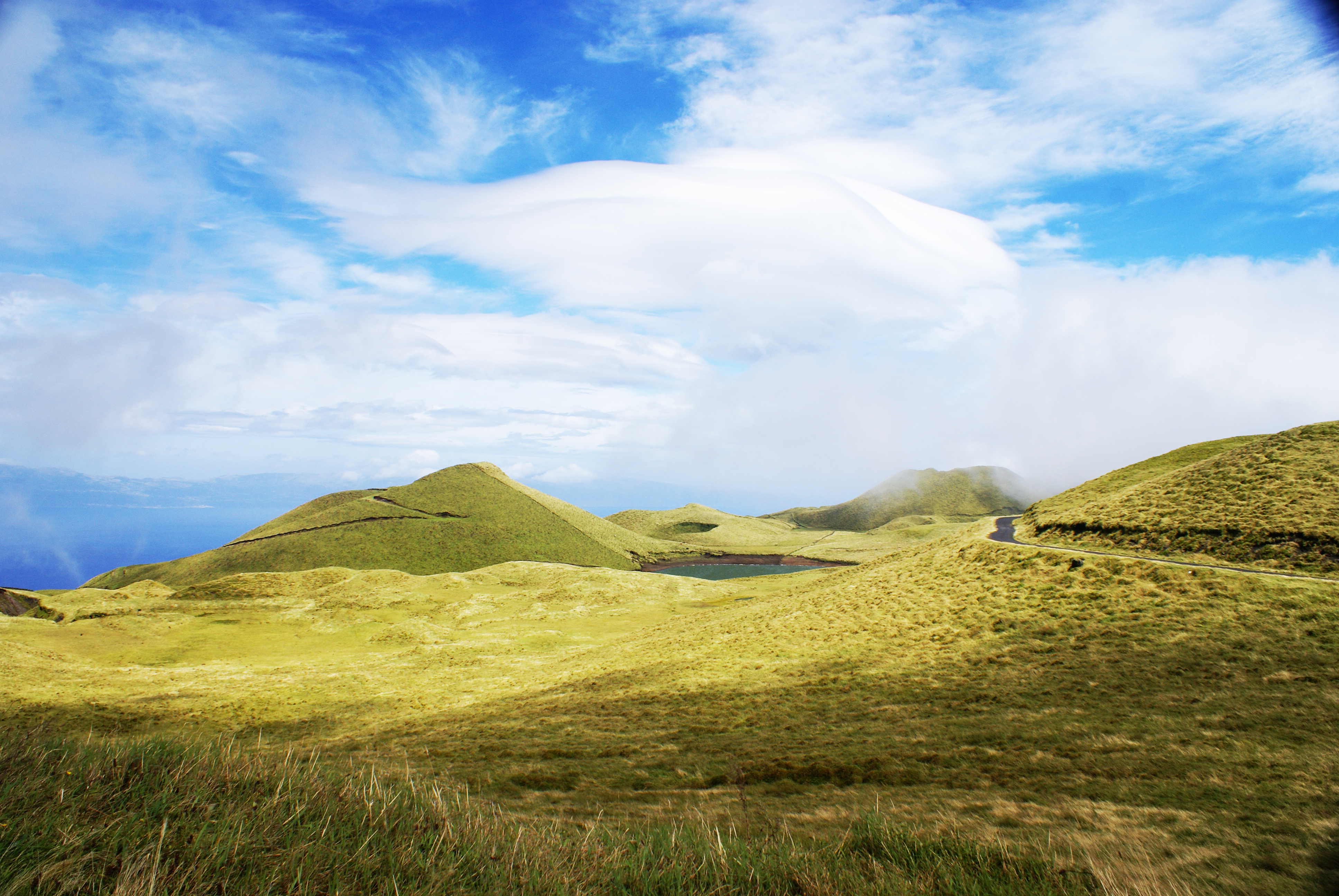
Interior montanhoso da ilha do Pico, lagoas perdidas no verde.

As indústrias da ilha estão, na sua quase totalidade, ligadas ao ramo alimentar: lacticínios, pesca, com a maior fábrica de conservas de atum do arquipélago dos açores, destilarias e moagens.
No artesanato destaca-se a escultura em basalto e em osso de baleia, bem como rendas e bordados.

## Gastronomia
A gastronomia da ilha é muito rica, nomeadamente no que toca aos produtos do mar. Os crustáceos como lagosta, cavaco e caranguejo; os moluscos, como lapas,  cracas, lulas e polvos servem de base a pratos variados e ricos. Entre os peixes destacam-se espécies como a abrótea, o chicharro, a moreia, a Veja (parecido com o bacalhau), o írio, a salema, o cherne, a garoupa, o espadarte.
As carnes de bovino e suíno encontram-se presentes em pratos da culinária regional como “molha de carne à moda do Pico”, “torresmos”, “linguiças” e “morcelas”. Destacam-se ainda os queijos, produzidos a partir do leite de vaca. São consumidos com vinho verdelho, vinho de cheiro ou outros produzidos localmente e pão de massa sovada.
Falar do vinho do Pico, é sinónimo de orgulho. A cultura da vinha está associada aos primeiros tempos do povoamento, nos finais do século XV. O vinho verdelho, a partir da casta do mesmo nome, ganhou reputação mundial ao longo dos séculos, chegando à mesa dos czares russos. A partir do século XIX são introduzidas novas castas que dão origem a vinhos de mesa brancos e tintos. O modo de cultivo, contra a aspereza dos terrenos vulcânicos quase sem terra vegetal, em currais, que são áreas muradas de pedra negra, de muito pequena dimensão, marca igualmente a cultura da Ilha do Pico.
A prova da importância local e mundial é o facto da UNESCO, em Julho de 2004, ter considerado a Paisagem Protegida de Interesse Regional da Cultura da Vinha da Ilha do Pico, criada em 1996, como Património Mundial da Humanidade. Currais, maroiços, que são diversos amontoados de pedra em forma de pirâmide, vinhas e adegas com os seus equipamentos, são elementos emblemáticos da vinha e do vinho».
Em termos de doces destacam-se os pratos de arroz doce, massa sovada e rosquilhas. Em termos de digestivos destacam-se o bagaço do Pico, a aguardente de figo ou um dos vários licores a partir de amora, nêspera ou de uma “angelica”.

## Áreas Protegidas
As Áreas protegidas da ilha do Pico tem um total de 157,09 km² em terra e 74,37 km² no mar. Encontram-se catalogadas da seguinte forma:

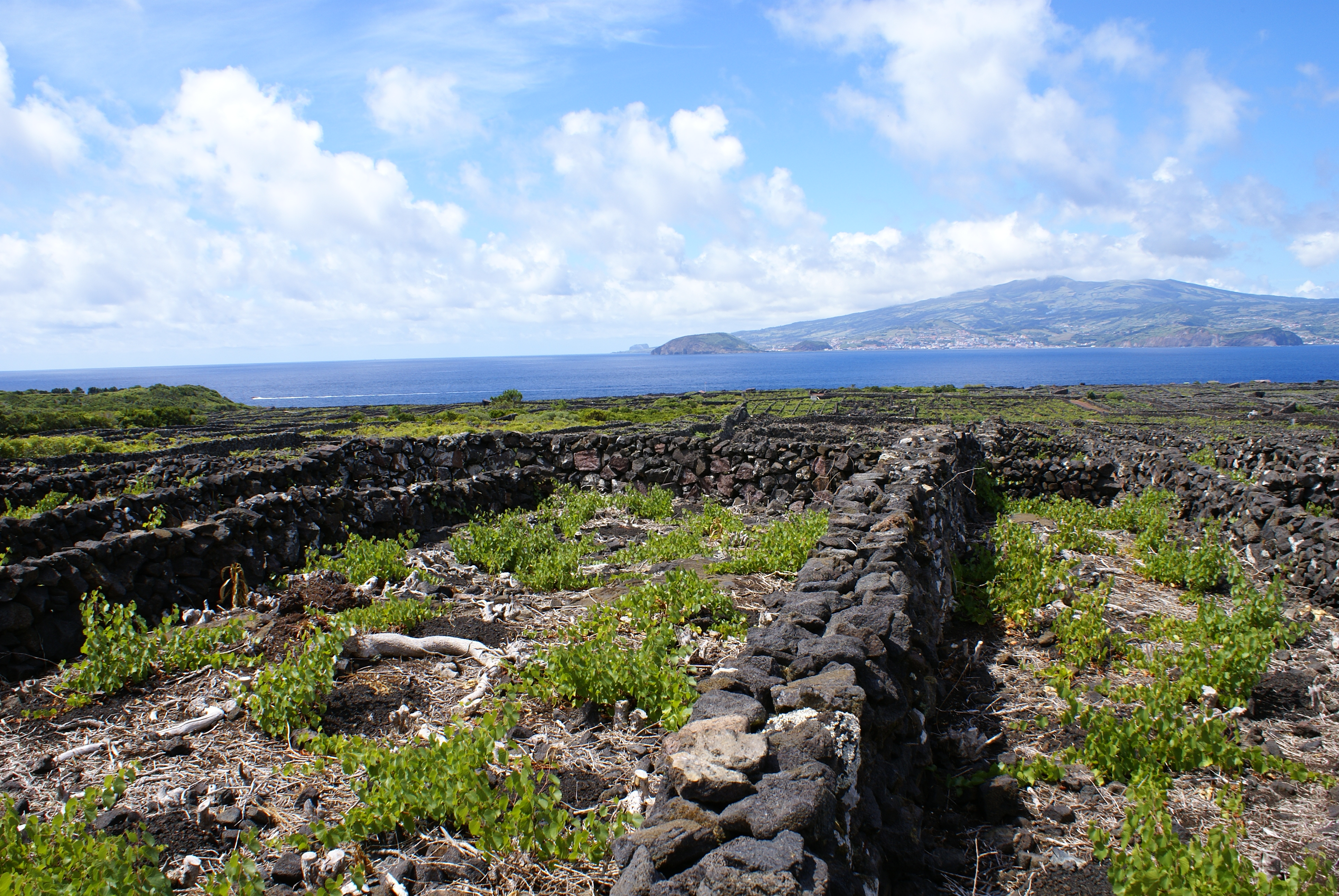
Paisagem Protegida de Interesse Regional da Cultura da Vinha da Ilha do Pico, campos de vinha, muros em pedra.

- Área de Paisagem Protegida da Cultura da Vinha da Ponta da Ilha, com 2,97 km²,
- Área de Paisagem Protegida da Cultura da Vinha da Ponta do Mistério, com 0,77 km²,
- Área de Paisagem Protegida da Cultura da Vinha da Zona Norte, com 17,47 km²,

- Área de Paisagem Protegida da Cultura da Vinha da Zona Oeste, com 10,09 km²,
- Área de Paisagem Protegida da Cultura da Vinha de São Mateus e São Caetano, com 1,50 km²,
- Área de Paisagem Protegida da Zona Central, com 95,18 km²,
- Área Protegida de Gestão de Recursos da Ponta da Ilha, com 5,95 km²,
- Área Protegida de Gestão de Recursos do Porto das Lajes, com 1,53 km²,
- Área Protegida de Gestão de Recursos do Canal Faial e Pico, Sector Pico, com 66,89 km²,
- Área Protegida de Gestão de Habitats ou Espécies da Lagoa do Caiado, com 1,36 km², (Lagoa do Caiado)
- Área Protegida de Gestão de Habitats ou Espécies do Mistério de São João, com 0,38 km²,
- Área Protegida de Gestão de Habitats ou Espécies da Silveira, com 0,13 km²,
- Área Protegida de Gestão de Habitats ou Espécies das Lajes do Pico, com 0,76 km²,
- Área Protegida de Gestão de Habitats ou Espécies das Ribeiras, com 0,89 km²,
- Área Protegida de Gestão de Habitats ou Espécies da Terra Alta, com 1,12 km²,
- Área Protegida de Gestão de Habitats ou Espécies das Furnas de Santo António, com 0,22 km²,
- Área Protegida de Gestão de Habitats ou Espécies da Zona do Morro, com 0,37 km²,
- Monumento Natural da Gruta das Torres, com 0,64 km², (Gruta das Torres)

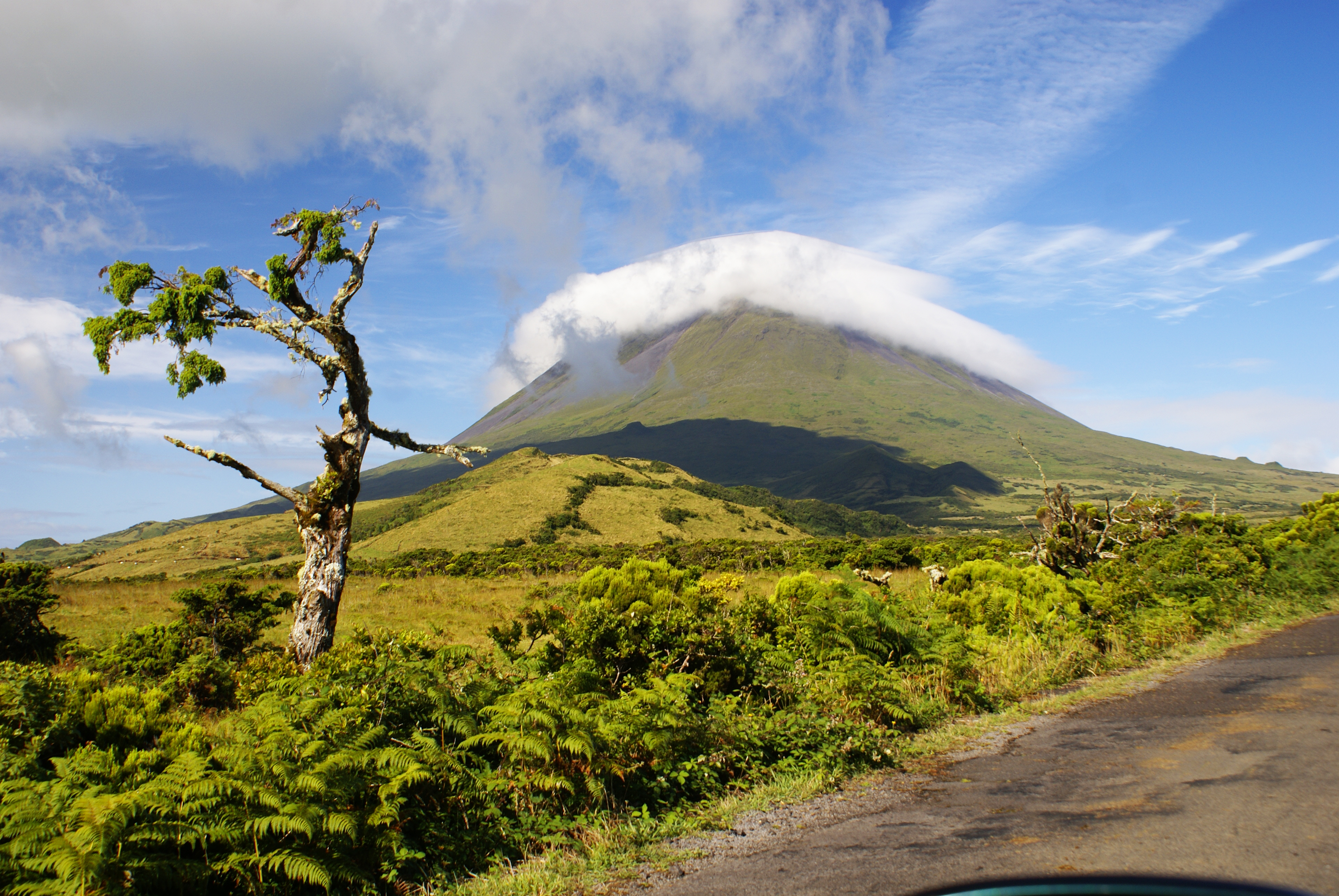
Montanha do Pico.

- Reserva Natural da Montanha do Pico, com 13,41 km², (Montanha do Pico)
- Reserva Natural das Furnas de Santo António, com 0,002 km²,
- Reserva Natural do Caveiro, com 2,66 km²,
- Reserva Natural do Mistério da Praínha, com 7,16 km²,
- Zona Especial de Conservação das Lajes do Pico, com 1,43 km²,
- Zona Especial de Conservação dos Ilhéus da Madalena, com 1,43 km², (Ilhéus da Madalena)
- Zona Especial de Conservação da Ponta da Ilha, com 3,98 km²,
- Zona Especial de Conservação da Montanha do Pico, Praínha e Caveiro, com 84,63 km²,
- Zona de Protecção Especial das Furnas de Santo António, com 0,13 km²,
- Zona de Protecção Especial das Lajes do Pico, com 0,65 km²,
- Zona de Protecção Especial da Ponta da Ilha, com 2,94 km²,
- Zona de Protecção Especial da Zona Central do Pico, com 60,19 km²,